# Avenue Marx-Dormoy (Montluçon)

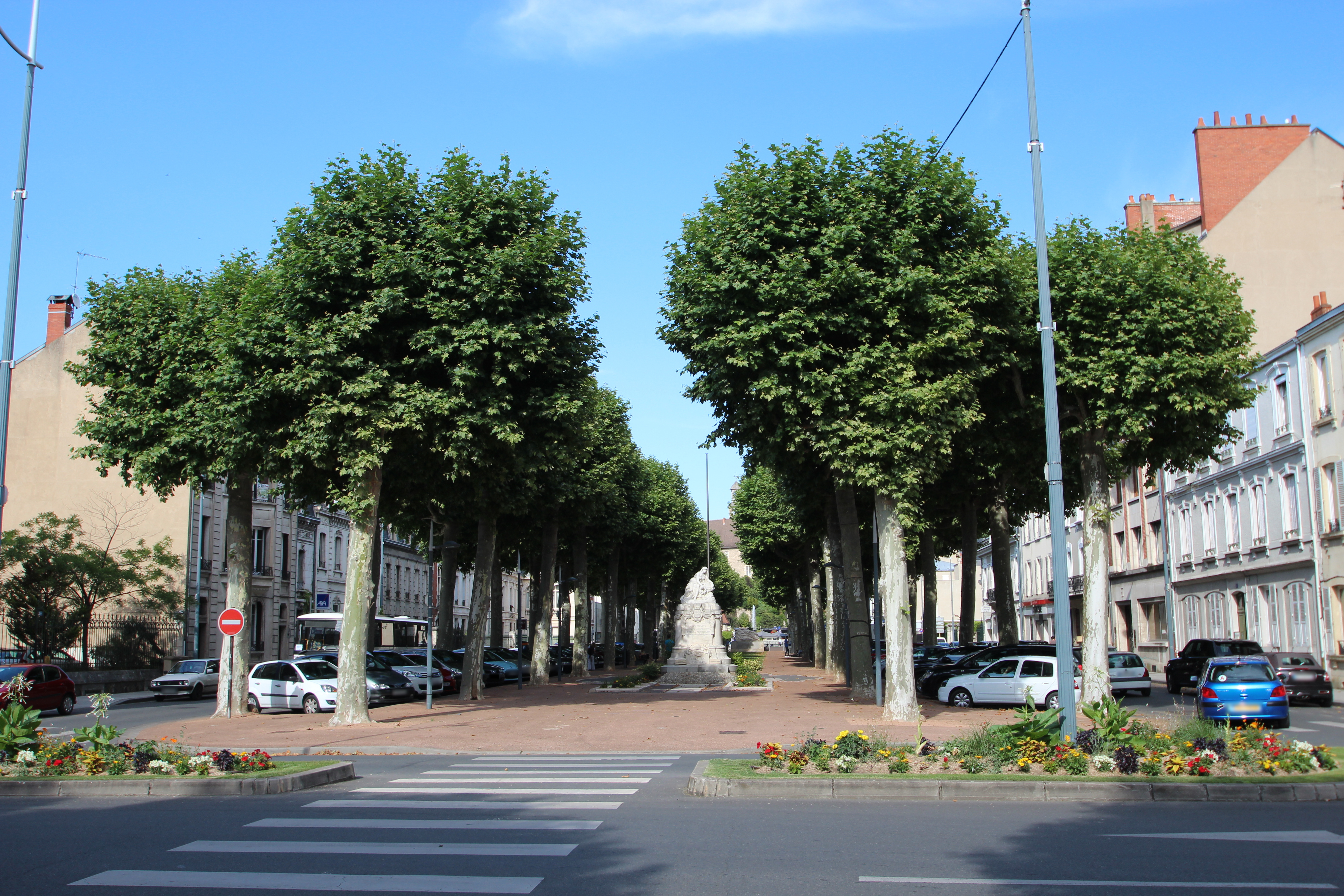
Avenue Marx-Dormoy. Vue en direction du château avec le monument aux morts au premier plan.

Pour les articles homonymes, voir Avenue Marx-Dormoy.
L'avenue Marx-Dormoy est une voie de Montluçon.

## Situation et accès
L'avenue Marx-Dormoy est une avenue de Montluçon menant du centre-ville (boulevard de Courtais) vers la gare SNCF. Elle se prolonge, au-delà du boulevard de Courtais, par la place Édouard-Piquand jusqu'à la rue des Serruriers, au pied du château ducal.
Les deux sens de circulation sont séparés par un large terre-plein central arboré.

## Origine du nom
Elle porte le nom de Marx Dormoy (1888-1941), ancien ministre du Front populaire et maire de Montluçon qui fut assassiné par d'anciens Cagoulards pendant l'Occupation. À sa création, elle fut nommée avenue Napoléon III puis en 1870, après la chute de l'Empire, avenue de la Gare, ensuite en 1918, après la victoire alliée, avenue du Président-Wilson et, entre 1940 et 1945, avenue du Maréchal-Pétain.
Le conseil municipal reconstitué à la Libération a décidé le 15 octobre 1944 de donner à l'avenue, redevenue avenue du Président-Wilson, le nom de Marx Dormoy.

## Historique
Elle fut inaugurée par Napoléon III en 1864, afin de relier la gare à l'actuel boulevard de Courtais. Aménagée sur le modèle des travaux entrepris par Haussmann à Paris, elle comporte un terre-plein central planté de quatre rangées d’arbres formant une promenade. Elle est longue de 400 m et large de 40 m.

## Bâtiments remarquables et lieux de mémoire
- no   24  - Maison de rapport du XIXe siècle, aspect haussmannien avec corniches et balcons. À l'origine, une boulangerie avec devanture bois occupait le rez-de-chaussée.

Le monument en l'honneur de Marx Dormoy se trouve non loin du début de l'avenue, côté boulevard de Courtais. Œuvre du sculpteur Hubert Yencesse, sculpté dans un bloc de calcaire de Vilhonneur (Charente), inauguré le 26 juillet 1948, il représente Dormoy au moment de son assassinat à Montélimar, couché sur son lit, comme le voulaient sa sœur Jeanne Dormoy et Léon Blum, et fait penser à un gisant. Le monument a été plusieurs fois déplacé : installé d'abord, en 1948, à l'extrémité de l'avenue, au centre du petit square qui jouxtait le boulevard, il a été déplacé en 1963 pour faire place à une station-service et établi au pied du Vieux Château au fond de la nouvelle place Édouard-Piquand ; plus tard, en 1994, son emplacement a été décalé vers l'est pour permettre au nouvel escalier descendant de l'esplanade du château d'aboutir sur la place ; en 2005, il est revenu sur l'avenue Marx-Dormoy, mais plus en retrait qu'en 1948,.
En 1955, le monument aux morts de 1914-1918, dû à Hippolyte Marius Galy, élevé en 1922 sur le square Fargin-Fayolle a été transféré sur le terre-plein de l'avenue Marx-Dormoy à proximité du carrefour avec l'avenue Jules-Ferry et la rue Achille-Allier.
Un monument aux Montluçonnais résistants, dû à Yves Girardeau, a été installé en 1983 près de la gare. Il porte une inscription qui rappelle : « Le 6 janvier 1943 à l'appel de la résistance les Montluçonnais s'opposèrent au départ d'un train de requis pour le travail obligatoire vers l'Allemagne nazie ».

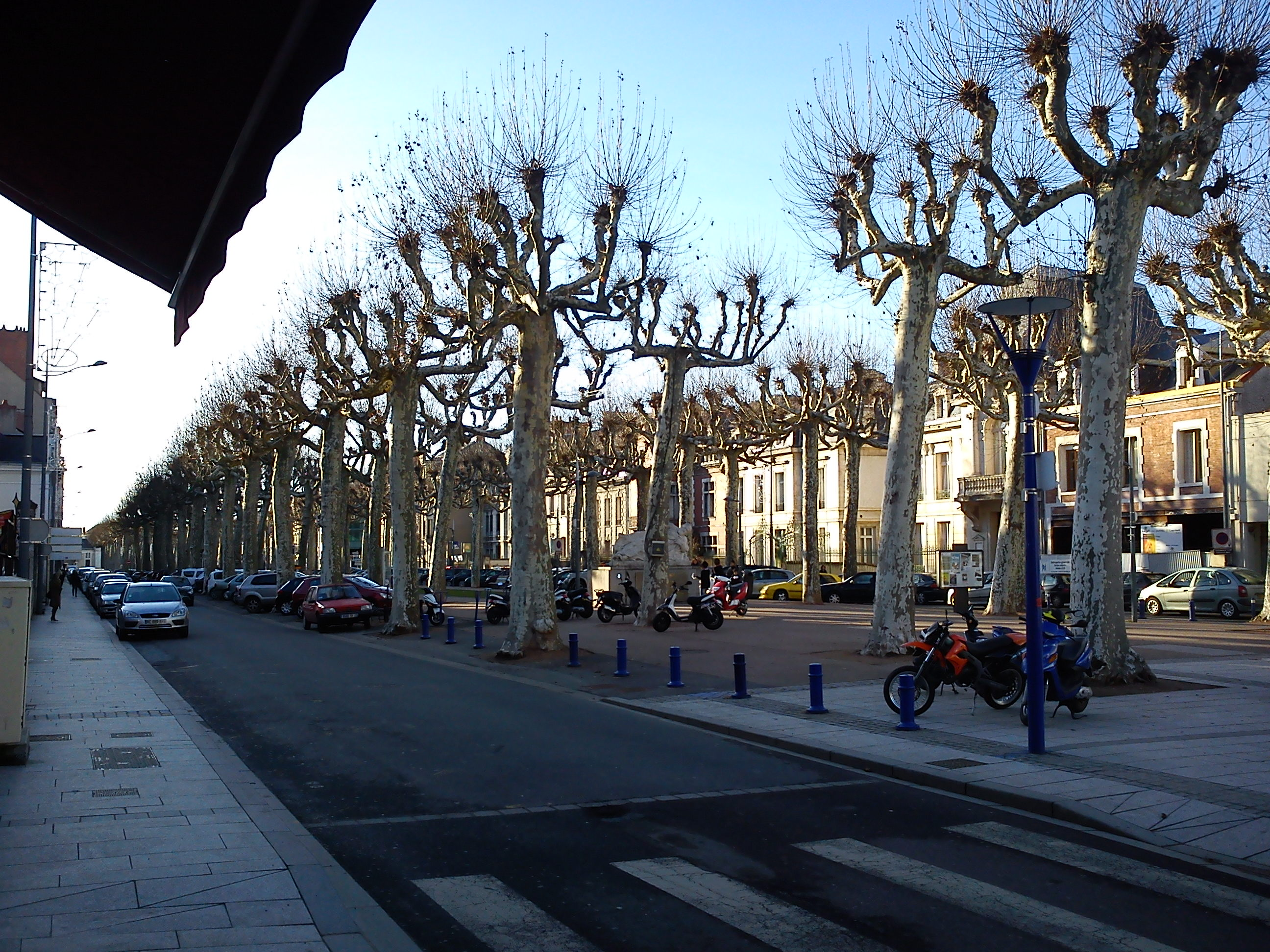
Avenue Marx-Dormoy. Vue en direction de la gare, avec le monument à Marx Dormoy.
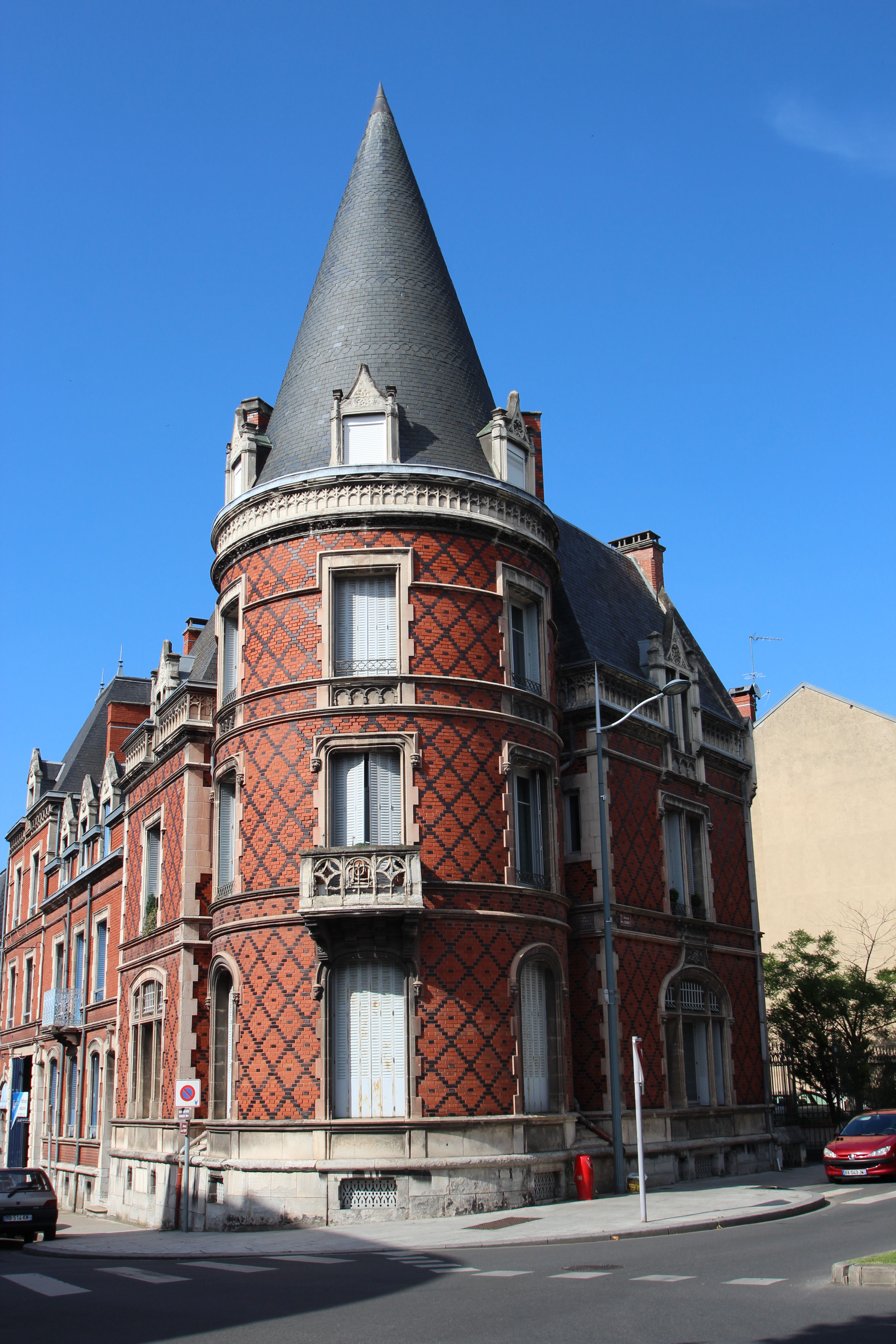
Immeuble néo-Renaissance du côté nord, au coin de l'avenue Jules-Ferry.
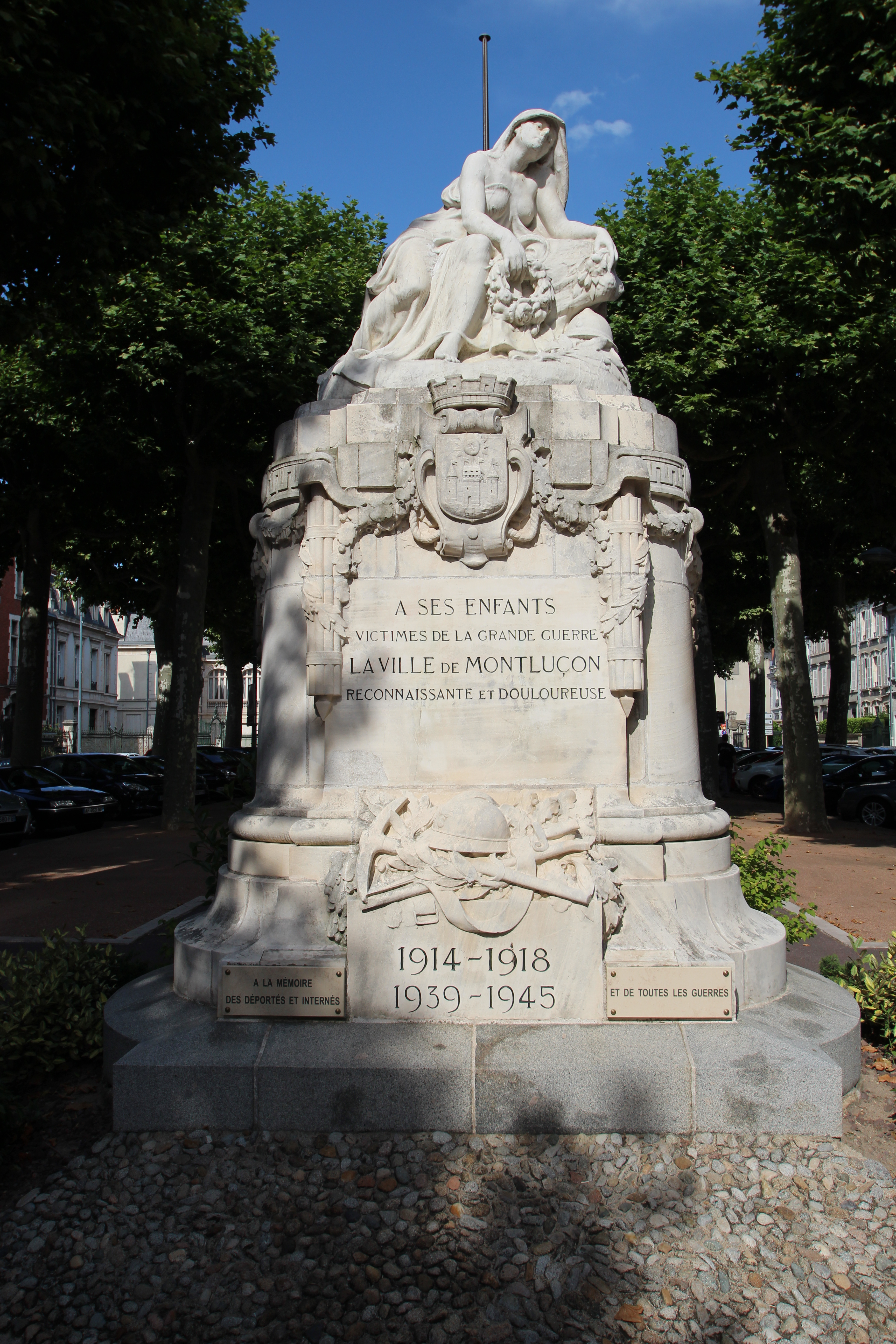
Le monument aux morts.